# 中国人民解放军海军汕头水警区
中国人民解放军海军汕头水警区，机关驻地广东省汕头市，是中国人民解放军海军福建基地的水警区。

## 沿革
1950年12月21日，以陆军41军部分人员为基础，组建汕头独立巡防区，隶属中南军区海军建制。卢仕盛任主任，高永久任政委。1954年11月10日，海军奉军委总参谋部1954年11月3日电令，将汕头巡防区扩建为汕头水警区，仍归中南军区海军建制，执行师级权限。1969年12月25日，海军电复南海舰队，根据中央军委1969年12月22日批复，汕头水警区机关从汕头迁至礐石。
汕头水警区曾参加过八六海战、万山海战等战斗，涌现出“海上先锋艇”、“钢铁战士”麦贤得等英雄集体和人物，并产生了海上“先锋精神”。
2016年初，在深化国防和军队改革中，汕头水警区由南海舰队转隶东海舰队福建基地。

## 历任领导
| 司令员 - 卢仕盛（1954年—？） …… - 胡胜辉（？—？） …… - 杜彪（？—？） …… - 孔照年（1969年5月—1970年1月） - 魏治国（1978年2月—12月） …… - 姜宜资海军少将（1982年3月—1990年6月） - 李大同海军大校（1990年—1992年） …… - 田中海军大校（？—？） …… - 蒯崇山海军大校（？—？） - 姜国平海军大校（？—2012年） - 赵卫东海军大校（2012年—） | 政治委员 - 李学南（1955年4月—1970年6月） …… - 谢友民（1984年3月—1985年8月） …… - 邬华扬海军大校（1991年9月—1993年7月） - 刘国江海军大校（？—1996年） - 王崇云海军大校（？—？） - 朱万昌海军大校（？—2002年） - 周根稳海军大校（2002年—？） - 何清凤海军大校（？—2015年） - 何如胜海军大校（2015年—） |